# Hans von Bülow (General, 1836)

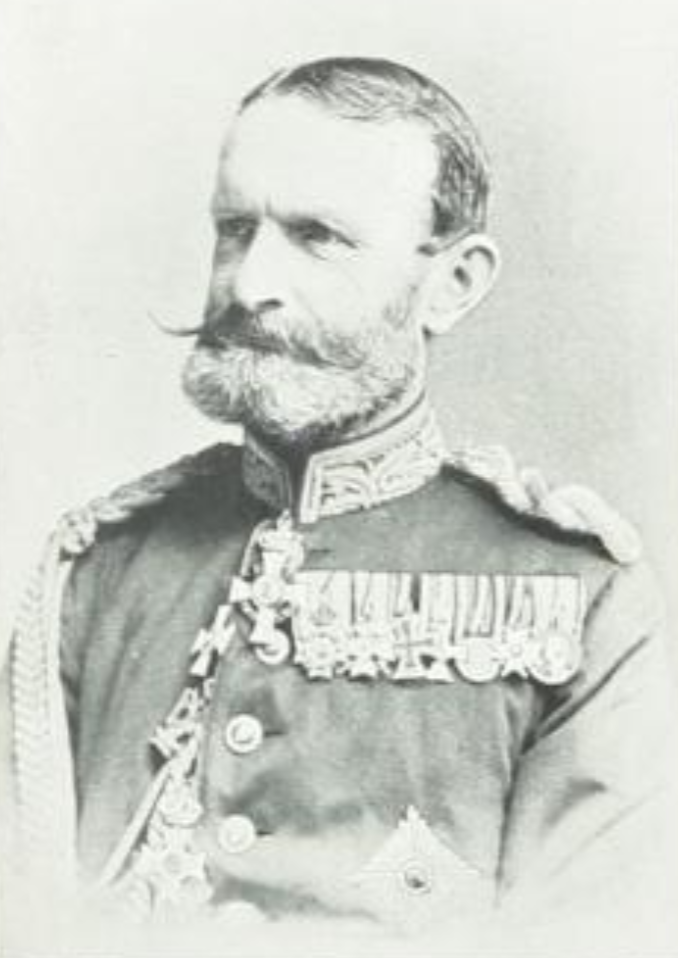
Hans von Bülow

Hans von Bülow (* 23. Juli 1836 in Göttingen; † 6. April 1896 in Schwerin) war ein sächsischer Generalmajor.

## Leben
Hans von Bülow trat 1854 als Fähnrich in die königlich-hannoversche Artillerie ein und avancierte 1855 zum Leutnant. Er wurde 1864 zum Oberleutnant befördert und besuchte bis 1866 die Generalstabsakademie zu Hannover, obwohl er 1864 dies kurzzeitig für die Teilnahme am Krieg gegen Dänemark beim Stabe der hannoverschen Brigade unterbrach. Er wurde 1866 zum Generalstabsoffizier ernannt und trat nach der Niederlage und Annexion des Königreich Hannover nach dem Krieg gegen Preußen und anschließender Auflösung der hannoverschen Armee in sächsische Dienste über. Er wurde dort 1867 Hauptmann beim Feld-Artillerie-Regiment und unternahm in den nächsten Jahren eine längere Reise durch den Orient. Er machte den Krieg gegen Frankreich bei der taktischen Abteilung des sächsischen Generalstabs mit und wurde nach Kriegsende in das sächsische Kriegsministerium berufen. In diesem wurde er 1872 zum Major und 1876 zum Oberstleutnant befördert. Am 1. Juni 1878 wurde er zum Kommandeur des sächsischen Kadettenkorps ernannt. Er versuchte in dieser Eigenschaft, den wissenschaftlichen Unterricht zu fördern und ernannte in jährlich dreimaligen Wechsel eine Anzahl von Kadetten zu „Belobigten“, „Ausgezeichneten“ und „Portepeeausgezeichneten“. Zur Verbesserung der militärischen Ausbildung führte von Bülow eine neue Bewaffnung; 79 Jägerbüchsen und 30 leichte Exerziergewehre ein. Unter seiner Führung erfolgte auch eine neue Ausschmückung der Räume, um dem neuerbauten Haus ein freundlicheres Aussehen zu geben. Zur Sicherheit des Hauses erließ er im Juni 1878 auch eine neue Feuer-Ordnung. Er wurde in den folgenden Jahren 1880 zum Oberst und 1887 zum Generalmajor befördert und schließlich durch den Major Heinrich Leo von Carlowitz als Kommandeur des Kadettenkorps ersetzt. Unter Genehmigung seines Abschiedsgesuches wurde er noch im selben Jahre zur Disposition gestellt und siedelte 1892 nach Bad Doberan über.
Er war Träger des Ritterkreuz des Militär-St.-Heinrichs-Ordens, des Ritterkreuz des sächsischen Verdienstordens I. Klasse mit der Kriegsdekoration und dem Eisernen Kreuz II. Klasse.